# Новороманівка (Сімферополь)
Новороманівка (крим. Novoromanivka), також район автостанції Західна (рос. район автостанции Западная) — мікрорайон у місті Сімферополь, в Центральному районі міста, колишнє село.

## Назва

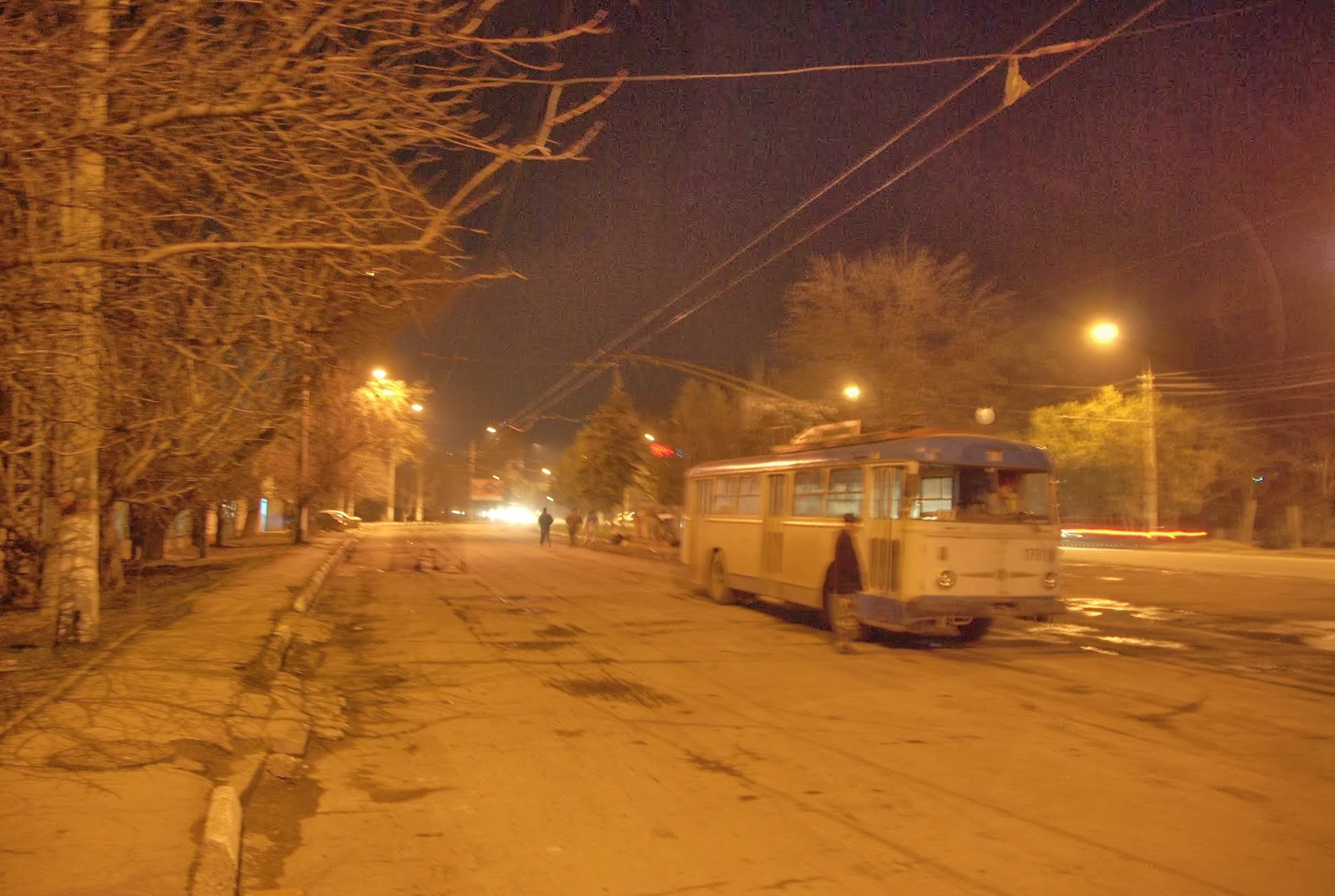
Тролейбус на кінцевій Новороманівки, 2014 рік.

Спочатку назва писалася як «Ново-Романівка», але після 1944 року зустрічається лише «Новороманівка».
Назва району залишилася у назві кінцевої зупинки тролейбусів «Новороманівка кільце».
Зараз здебільшого район відомий за автостанцією «Західна», що розташована на його території.

## Опис
Розташований на південно-західній околиці міста, по Севастопольській вулиці, між районами Бор-Чокрак (Заводське) на півночі та Яни Бор-Чокрак (Фонтани) на півдні.
Головні вулиці: Севастопольська, 2-гої Гвардійської Армії, Димитрова, Целінна, провулок Ключовий.
Забудова сформована малоповерховим приватним будівництвом переважно 50-60-х років побудови. Також у районі представлені сучасні котеджні об'єкти, побудовані на кшталт таун-хаусів.
На території району знаходиться автостанція «Західна» та однойменний ринок. Автостанція обслуговує один міжміський маршрут (Сімферополь — Бахчисарай), а також всі приміські в межах південно-західної частини Сімферопольського району, і практично всі Бахчисарайського району.
До райну ходить тролейбус № 5, кінцева зупинка — м/н Новороманівка, Новороманівка-кільце.

## Історія
Вперше Новороманівка зустрічається в Статистичному довіднику Таврійської губернії 1915 як хутір товариства Ново-Романівка при селах Бор-Чокрак і Ягмурча Підгородньо-Петрівської волості Сімферопольського повіту.
За Списком населених пунктів Кримської АРСР по Всесоюзному перепису 17 грудня 1926 року, в селі Ново-Романівка, Бор-Чокракської сільради Сімферопольського району, числилося 70 дворів, їх 29 селянських, населення становило 178 осіб, з них 144 болгарина, 30 росіян, 4 українця, діяла болгарська шкіла.
У 1944 році Постановою ДКО № ГКО-5984сс, болгари Ново-Романівки були депортовані до Пермської області та Середньої Азії.
У вересні 1944 року у район приїхали перші новосели (214 сімей) з Вінницької області, а початку 1950-х років була друга хвиля переселенців із різних областей України.
Новороманівка увійшла до складу міста у період з 1954 по 1968 рік.
У травні 1978 року в районі відкрилася автостанція «Західна». У дев'яності вона була закрита, і відновила свою роботу у 2000-ні роки.